# James Jeremiah Wadsworth
James Jeremiah "Jerry" Wadsworth (Groveland,12 de junio de 1905-Rochester,13 de marzo de 1984) fue un político y diplomático estadounidense, que se desempeñó como miembro de la Asamblea Estatal de Nueva York y embajador ante las Naciones Unidas.

## Biografía
Se graduó en la Fay School en 1918, de St. Mark's School, y de la Universidad Yale en 1927, donde fue miembro de Skull and Bones.
Miembro del Partido Republicano, formó parte de la Asamblea Estatal de Nueva York, por el condado de Livingston desde 1932, hasta su renuncia en 1941.
No pudo combatir en la Segunda Guerra Mundial debido a una pierna lesionada, pero ayudó en el esfuerzo de guerra como asistente del gerente en la planta de la Corporación Curtiss-Wright en Búfalo (Nueva York).
En 1950 se convirtió en administrador adjunto de la oficina de defensa civil de la Junta de Recursos de Seguridad Nacional, que redactó muchos de los planes de defensa civil que se prepararon en el momento culminante de la Guerra Fría.
De 1953 a 1960, fue jefe de misión adjunto de la delegación de los Estados Unidos ante las Naciones Unidas, encabezada por Henry Cabot Lodge, Jr.. Fue nombrado embajador de los Estados Unidos ante las Naciones Unidas por el presidente Dwight D. Eisenhower, sirviendo durante los últimos meses de su presidencia, desde septiembre de 1960 hasta enero de 1961. Durante sus años en Naciones Unidas, negoció con representantes de la Unión Soviética, logrando la prohibición parcial de los ensayos nucleares.
En 1965, el presidente Lyndon B. Johnson lo designó miembro de la Comisión Federal de Comunicaciones, desempeñándose hasta 1970. Dejó la Comisión para unirse al equipo estadounidense que se encontraba negociando una carta para la Organización Internacional de Satélites de Telecomunicaciones (Intelsat). Posteriormente se retiró a la granja de su familia. En 1980 publicó su autobiografía.
Fue miembro del Council on Foreign Relations.
Falleció en Rochester (Nueva York) el 13 de marzo de 1984. Fue enterrado en el cementerio de Temple Hill en Geneseo.

## Publicaciones
- The Price of Peace, Praeger, 1961.
- The Glass House, Praeger, 1966.
- The Silver Spoon: An Autobiography, W. F. Humphrey Press (Geneva, NY), 1980.